# Drama Centre London
Drama Centre London (ook bekend als Drama Centre) is een Britse toneelschool en is gevestigd in Kings Cross, Londen. De school is onderdeel van de Central Saint Martins College of Art and Design, wat weer onderdeel is van de University of the Arts London. 

## Geschiedenis
Drama Centre London werd in 1963 opgericht door een groep leraren en studenten van de Central School of Speech and Drama. De school was eerst gevestigd aan de Prince of Wales Road in Chalk Farm, en verhuisde in 2004 naar Back Hill in Clerkenwell (gebied in Islington). In 2011 verhuisde het naar Kings Cross waar het onderdeel werd van Central Saint Martins College of Art and Design. De school biedt opleidingen aan in acteren, regisseren en scenarioschrijven. 
Drama Centre London geeft voornamelijk les in het Konstantin Stanislavski-systeem met daaruit het voortvloeiende method acting. 

## Bekende alumnus
| - Paul Bettany - Russell Brand - Pierce Brosnan - Gwendoline Christie - Emilia Clarke - Michael Fassbender | - Colin Firth - Ruta Gedmintas - Tom Hardy - Daniel Kash - Helen McCrory - Penelope Wilton |